# Clasificación para el Campeonato Sub-17 de la AFC 1998
La Clasificación para el Campeonato Sub-17 de la AFC 1998 se jugó entre los meses de abril y agosto de 1998 para definir a los nueve clasificados a la fase final del torneo a celebrarse en Catar junto al país anfitrión.

## Resultados

### Grupo 1
Todos los partidos se jugaron en Muscat, Omán del 20 al 24 de julio.
| País         | G | E | P | GF | GC | Pts |
| ------------ | - | - | - | -- | -- | --- |
| Omán         | 3 | 0 | 0 | 18 | 1  | 9   |
| Kuwait       | 1 | 1 | 1 | 8  | 4  | 4   |
| Turkmenistán | 1 | 1 | 1 | 4  | 6  | 4   |
| Palestina    | 0 | 0 | 3 | 1  | 20 | 0   |

| Equipo 1     | Resultado | Equipo 2     |
| ------------ | --------- | ------------ |
| Omán         | 4-0       | Turkmenistán |
| Palestina    | 0-6       | Kuwait       |
| Kuwait       | 1-3       | Omán         |
| Turkmenistán | 3-1       | Palestina    |
| Kuwait       | 1-1       | Turkmenistán |
| Omán         | 11-0      | Palestina    |

### Grupo 2
Todos los partidos se jugaron en Tabriz, Irán del 27 de julio al 2 de agosto.
| País       | G                  | E                  | P                  | GF                 | GC                 | Pts                |
| ---------- | ------------------ | ------------------ | ------------------ | ------------------ | ------------------ | ------------------ |
| Irán       | 2                  | 0                  | 0                  | 4                  | 0                  | 6                  |
| UAE        | 1                  | 0                  | 1                  | 3                  | 1                  | 3                  |
| Tayikistán | 0                  | 0                  | 2                  | 0                  | 6                  | 0                  |
| Yemen      | Abandonó el torneo | Abandonó el torneo | Abandonó el torneo | Abandonó el torneo | Abandonó el torneo | Abandonó el torneo |

| Equipo 1   | Resultado | Equipo 2   |
| ---------- | --------- | ---------- |
| UAE        | 3-0       | Tayikistán |
| Irán       | 1-0       | UAE        |
| Tayikistán | 0-3       | Irán       |

### Grupo 3
Todos los partidos se jugaron en Ha'il, Arabia Saudita del 3 al 7 de agosto.
| País           | G | E | P | GF | GC | Pts |
| -------------- | - | - | - | -- | -- | --- |
| Baréin         | 2 | 0 | 0 | 7  | 2  | 6   |
| Jordania       | 1 | 0 | 1 | 3  | 5  | 3   |
| Arabia Saudita | 0 | 0 | 2 | 1  | 4  | 0   |

| Equipo 1       | Resultado | Equipo 2       |
| -------------- | --------- | -------------- |
| Baréin         | 5-1       | Jordania       |
| Arabia Saudita | 1-2       | Baréin         |
| Jordania       | 2-0       | Arabia Saudita |

### Grupo 4
Todos los partidos se jugaron en Hyderabad, India del 24 al 28 de julio.
| País            | G | E | P | GF | GC | Pts |
| --------------- | - | - | - | -- | -- | --- |
| Corea del Norte | 3 | 0 | 0 | 9  | 1  | 9   |
| India           | 1 | 1 | 1 | 6  | 1  | 4   |
| Pakistán        | 0 | 2 | 1 | 1  | 3  | 2   |
| Kazajistán      | 0 | 1 | 2 | 2  | 13 | 1   |

| Equipo 1        | Resultado | Equipo 2        |
| --------------- | --------- | --------------- |
| Corea del Norte | 1-0       | India           |
| Pakistán        | 1-1       | Kazajistán      |
| Corea del Norte | 2-0       | Pakistán        |
| India           | 6-0       | Kazajistán      |
| Kazajistán      | 1-6       | Corea del Norte |
| Pakistán        | 0-0       | India           |

### Grupo 5
Todos los partidos se jugaron en Katmandú, Nepal del 20 al 27 de abril.
| País      | G | E | P | GF | GC | Pts |
| --------- | - | - | - | -- | -- | --- |
| Bangladés | 3 | 0 | 0 | 16 | 0  | 9   |
| Nepal     | 2 | 0 | 1 | 11 | 1  | 6   |
| Sri Lanka | 1 | 0 | 2 | 8  | 5  | 3   |
| Guam      | 0 | 0 | 3 | 0  | 29 | 0   |

| Equipo 1  | Resultado | Equipo 2  |
| --------- | --------- | --------- |
| Nepal     | 10-0      | Guam      |
| Sri Lanka | 0-4       | Bangladés |
| Guam      | 0-8       | Sri Lanka |
| Bangladés | 1-0       | Nepal     |
| Nepal     | 1-0       | Sri Lanka |
| Bangladés | 11-0      | Guam      |

### Grupo 6
Todos los partidos se jugaron en Tashkent, Uzbekistán del 16 al 20 de junio.
| País       | G                  | E                  | P                  | GF                 | GC                 | Pts                |
| ---------- | ------------------ | ------------------ | ------------------ | ------------------ | ------------------ | ------------------ |
| Irak       | 2                  | 0                  | 0                  | 8                  | 1                  | 6                  |
| Uzbekistán | 1                  | 0                  | 1                  | 7                  | 3                  | 3                  |
| Maldivas   | 0                  | 0                  | 2                  | 0                  | 11                 | 0                  |
| Bután      | Abandonó el torneo | Abandonó el torneo | Abandonó el torneo | Abandonó el torneo | Abandonó el torneo | Abandonó el torneo |

| Equipo 1   | Resultado | Equipo 2   |
| ---------- | --------- | ---------- |
| Irak       | 5-0       | Maldivas   |
| Uzbekistán | 1-3       | Irak       |
| Maldivas   | 0-6       | Uzbekistán |

### Grupo 7
Todos los partidos se jugaron en Chengdu, China del 16 al 20 de mayo.
| País          | G                  | E                  | P                  | GF                 | GC                 | Pts                |
| ------------- | ------------------ | ------------------ | ------------------ | ------------------ | ------------------ | ------------------ |
| Corea del Sur | 1                  | 1                  | 0                  | 6                  | 0                  | 4                  |
| China         | 1                  | 1                  | 0                  | 6                  | 0                  | 4                  |
| China Taipéi  | 0                  | 0                  | 2                  | 0                  | 12                 | 0                  |
| Filipinas     | Abandonó el torneo | Abandonó el torneo | Abandonó el torneo | Abandonó el torneo | Abandonó el torneo | Abandonó el torneo |

| Equipo 1      | Resultado | Equipo 2      |
| ------------- | --------- | ------------- |
| Corea del Sur | 6-0       | China Taipéi  |
| China Taipéi  | 0-6       | China         |
| China         | 0-0       | Corea del Sur |

### Grupo 8
Todos los partidos se jugaron en Yangon, Birmania del 25 de mayo al 2 de junio.
| País      | G | E | P | GF | GC | Pts |
| --------- | - | - | - | -- | -- | --- |
| Japón     | 4 | 0 | 0 | 15 | 2  | 12  |
| Myanmar   | 3 | 0 | 1 | 13 | 4  | 9   |
| Hong Kong | 1 | 1 | 2 | 5  | 9  | 4   |
| Laos      | 1 | 1 | 2 | 4  | 10 | 4   |
| Malasia   | 0 | 0 | 4 | 2  | 14 | 0   |

| Equipo 1  | Resultado | Equipo 2  |
| --------- | --------- | --------- |
| Japón     | 4-0       | Hong Kong |
| Laos      | 0-5       | Myanmar   |
| Hong Kong | 4-0       | Malasia   |
| Laos      | 1-4       | Japón     |
| Malasia   | 3-2       | Myanmar   |
| Hong Kong | 1-1       | Laos      |
| Japón     | 5-0       | Malasia   |
| Myanmar   | 4-0       | Hong Kong |
| Malasia   | 0-2       | Laos      |
| Myanmar   | 1-2       | Japón     |

### Grupo 9
Todos los partidos se jugaron en Chon Buri, Tailandia del 21 al 25 de abril.
| País      | G | E | P | GF | GC | Pts |
| --------- | - | - | - | -- | -- | --- |
| Tailandia | 3 | 0 | 0 | 25 | 0  | 9   |
| Indonesia | 1 | 1 | 1 | 8  | 8  | 4   |
| Singapur  | 1 | 1 | 1 | 4  | 12 | 4   |
| Brunéi    | 0 | 0 | 3 | 1  | 18 | 0   |

| Equipo 1  | Resultado | Equipo 2  |
| --------- | --------- | --------- |
| Tailandia | 9-0       | Singapur  |
| Brunéi    | 0-6       | Indonesia |
| Tailandia | 10-0      | Brunéi    |
| Singapur  | 2-2       | Indonesia |
| Indonesia | 0-6       | Tailandia |
| Brunéi    | 1-2       | Singapur  |

## Clasificados
| - Omán - Irán - Baréin - Corea del Norte - Bangladés | - Irak - Corea del Sur - Japón - Tailandia - Catar (anfitrión) |